# Бирлик (Майлыбасский сельский округ)
Бирлик (каз. Бірлік) — село в Казалинском районе Кызылординской области Казахстана. Входит в состав Майлыбасского сельского округа. Находится примерно в 27 км к юго-западу от районного центра, посёлка Айтеке-Би. Код КАТО — 434449380.

## Население
В 1999 году население села составляло 90 человек (47 мужчин и 43 женщины). По данным переписи 2009 года, в селе проживало 9 человек (4 мужчины и 5 женщин).